# Heleia
Heleia és ún gènere d'ocells de la família dels zosteròpids (Zosteropidae) que habita la selva de les Illes Petites de la Sonda.

## Llistat d'espècies
Aquest gènere s'ha classificat en 10 espècies :
- Heleia javanica - zosterop de Java.
- Heleia pinaiae - zosterop capgrís.
- Heleia squamifrons - zosterop pigmeu.
- Heleia goodfellowi - zosterop de Goodfellow.
- Heleia squamiceps - zosterop cap-ratllat.
- Heleia superciliaris - zosterop cellut.
- Heleia dohertyi - zosterop crestat.
- Heleia muelleri - zosterop de Timor.
- Heleia crassirostris - zosterop becgròs.
- Heleia wallacei - zosterop frontvermell.

## Taxonomia
Aquest gènere inclou les 6 espècies que han estat ubicades al gènere Lophozosterops Hartert, 1896, una al monotípic gènere Oculocincta Mees, 1953 i una més a Zosterops.